# Fernando Faria de Oliveira
Fernando Manuel Barbosa Faria de Oliveira (ur. 10 października 1941 w Lizbonie) – portugalski menedżer, inżynier, działacz gospodarczy i polityk, w latach 1990–1995 minister handlu i turystyki.

## Życiorys
Z wykształcenia inżynier mechanik, absolwent Instituto Superior Técnico (IST) na Universidade Técnica de Lisboa (1965). Pracował na menedżerskich i dyrektorskich stanowiskach w różnych przedsiębiorstwach, m.in. w Sorefame, Siderurgia Nacional i Investimentos e Participações Empresariais.
Był sekretarzem stanu w resorcie handlu zagranicznego (1980–1983), przy wicepremierze (1985) oraz w ministerstwie finansów (1988–1989), a także wiceministrem finansów (1989–1990). W latach 1990–1995 sprawował urząd ministra handlu i turystyki w dwóch rządach, którymi kierował Aníbal Cavaco Silva. W 1991 i 1995 wybierany na posła do Zgromadzenia Republiki z ramienia Partii Socjaldemokratycznej, jednak rezygnował z objęcia mandatu. W latach 1995–1996 pełnił funkcję wiceprzewodniczącego PSD.
Był później dyrektorem w Hospitais Privados de Portugal i przewodniczącym komitetu wykonawczego banku Banco Caixa Geral. W latach 2008–2011 zajmował stanowisko przewodniczącego rady dyrektorów Caixa Geral de Depósitos. Zajął się również działalnością akademicką jako wykładowca w Instituto de Estudos Superiores Financeiros e Fiscais. W 2012 został prezesem Associação Portuguesa de Bancos, zrzeszenia portugalskich banków.

## Odznaczenia
- Krzyż Wielki Orderu Infanta Henryka (2014)[5]